# Théophile Gollier
Théophile François Joseph Gollier (Waver, 17 januari 1878 - Nice, 12 februari 1954) was een Belgisch volksvertegenwoordiger.

## Levensloop
Gollier was een zoon van François Joseph Gollier en Anne De Corte. Hij trouwde in 1900 met Marie-Constance Ruelle (1876-1939). Ze hadden een zoon, Jacques Isidore Gollier (1908-1978). Hij hertrouwde op 9 mei 1940 met Julia Ruelle (1887-1954). Hij promoveerde tot doctor in de politieke en sociale wetenschappen, licentiaat in de consulaire wetenschappen en licentiaat in de wijsbegeerte.
In het begin van de twintigste eeuw was hij Belgisch viceconsul in Japan en publiceerde heel wat over het Verre Oosten.
Van 1905 tot 1921 was hij docent aan de Universiteit van Luik.
In 1921 werd hij verkozen tot katholiek volksvertegenwoordiger voor het arrondissement Brussel. Hij werd verkozen op de katholieke lijst als tweede vertegenwoordiger van de christelijke arbeidersbeweging in dit arrondissement, naast Herman Vergels. Hij vervulde dit mandaat tot in 1925.
Over zijn activiteiten tussen 1925 en 1954 is niets terug te vinden.

## Publicaties
- Notre marine marchande, Waver, 1900
- Essai sur les institutions politiques du Japon, Brussel, 1903.
- La question biblique. La nouvelle exégèse de l'abbé Loisy, Brussel, 1904.
- L'appoint du Japon dans le monde civilisé, in: Revue économique internationale, 1904.
- Les origines du droit de propriété et la Chine, in: Revue sociale catholique, 1904.
- Un néo-apologiste, l'abbé Denis, in: Revue apologétique, 1904.
- La Corée, in: La Revue Générale, 1904.
- Les origines du droit de propriété et le Japon, in: Revue sociale catholique, 1904.
- La rénovation politique et sociale du Japon, Brussel, 1905.
- Darwin à la Terre de Feu. Une polémique avec "La Flandre Libérale", in: La revue apologétique, 1906.
- Les partis politiques au Japon, in: La Revue Générale, 1906.
- L'ethnographie et l'expansion civilisatrice, Leuven, 1906.
- Manuel de la langue japonaise. I. Elements de la grammaire, Brussel, 1907.
- Une nation qui meurt. La japonisation de la Corée, in: Revue sociale catholique, 1909.
- Dans le Pacifique, in: La revue Générale, 1909.
- Le Shintoïsme, Brussel, 1911.
- La réforme scolaire, Brussel, 1923.
- L'examen d'entrée à l'université. La réforme de M. Nolf, in: La Revue Générale, 1924.
- La crémation, Brussel, 1924.
- Les défaillances de notre enseignement. Comment y remédier?, Brussel, 1925.